# عمر جولديتش
عمر جولديتش مواليد 1977 في توزلا، جمهورية يوغوسلافيا الاشتراكية الاتحادية، هو لاعب كرة قدم بوسني دولي سابق كان يلعب كلاعب وسط.

## المسيرة الاحترافية

### أندية لعب لها
- نادي سلوبودا توزلا
- نادي جيلييزنيتشار ساراييفو
- نادي أولمبيك سراييفو

## روابط خارجية
- عمر جولديتش على موقع قاعدة بيانات كرة القدم.إي يو (الإنجليزية)
- عمر جولديتش على موقع ناشيونال فوتبول تيمز (الإنجليزية)
- عمر جولديتش على موقع Soccerway.com (الإنجليزية)